# Schulthess Juristische Medien
Die Schulthess Juristische Medien AG mit Sitz in Zürich ist ein Schweizer Verlag und Buchhandlung mit Schwerpunkt in der juristischen Literatur. Das Unternehmen wurde 1791 vom Theologieprofessor und nachmaligen Chorherrn Johannes Schulthess gegründet.

## Schulthess-Gruppe
Die Schulthess Juristische Medien AG ist im Fachhandel schweizerischer und ausländischer juristischer Literatur tätig. Zur Schulthess-Gruppe gehören neben dem Deutschschweizer Verlag die in der französischsprachigen Schweiz vertretene Edition mit Sitz in Genf und die Buchhandlung in der Universitätsstadt Zürich. Das Sortiment besteht aus über 4'000 lieferbaren Verlagswerken. Als einer der Aktionäre und Datenlieferanten der juristischen Datenbank Swisslex veröffentlicht der Verlag Kommentare, Monographien und Periodika.

## Geschichte

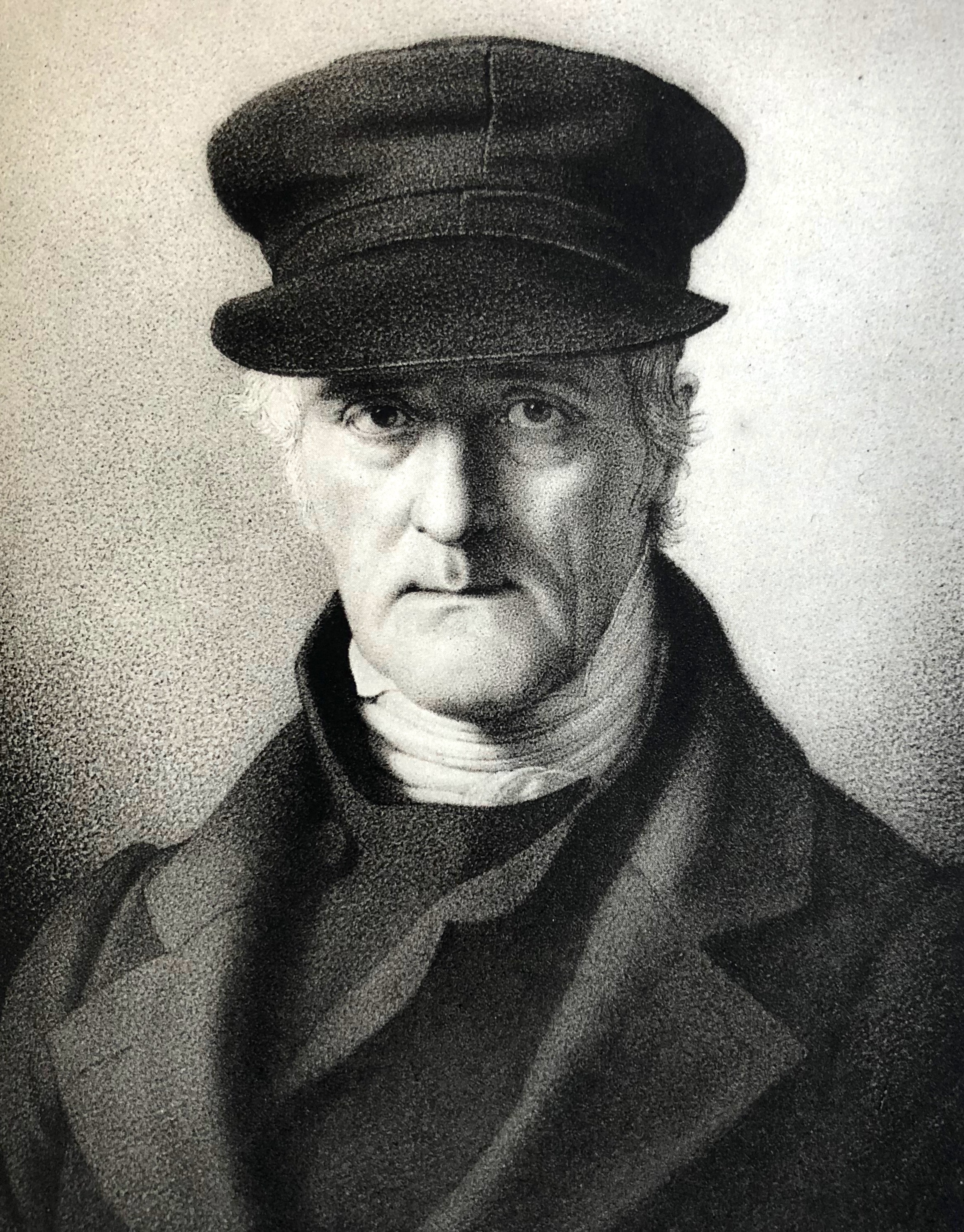
Verlagsgründer Johannes Schulthess

Das Familienunternehmen wurde im Jahr 1791 vom Theologieprofessor Johannes Schulthess (1763–1836) gegründet. Da seine Amtswürde nicht zuliess, auf seinen eigenen Namen eine Handelsfirma zu führen, und er hierfür auch nicht die nötige Erfahrung besass, assoziierte er sich mit dem Drucker Kaspar Näf, welcher der Firma in den ersten Jahren seinen Namen gab. Nach dem Umsturz von 1798 übernahm Schulthess das Geschäft schliesslich doch auf seinen Namen. Neben Schulbüchern bildeten damals auch Werke theologischen Inhalts sowie geschichtliche Werke den Grundstock des Verlages. Das Hauptanliegen war vor allem die Herausgabe von Schulbüchern zur Bildung der Jugend. Mit Buchstaben zum Ausschneiden wurde bereits ein Vorläufer der Setzkästen, die in den Primarschulen bis in die jüngste Vergangenheit als Lehrmittel verwendet wurden, herausgegeben. Durch die Herausgabe von Zwinglis Werken in elf Bänden, Bluntschli’s Staatswörterbuch, Röstow’s Kriegsschilderungen, Dändliker’s Geschichtswerken und Lehrmitteln für Volks- und Mittelschulen erlangte der Verlag Bekanntheit.
1831 übernahm der Sohn Friedrich Schulthess (1804–1869) die Firma, kurze Zeit später gründete er die Schulthess Buchhandlung am Zwingliplatz in Zürich. Ein besonderes Augenmerk richtete das Unternehmen auf den Ausbau der juristischen Verlagsabteilung, namentlich unter dem Urenkel des Gründers, Hans Schulthess. Sein Nachfolger Robert Hürlimann-Schulthess (1893–1968), der die Firma bis zu seinem Tode leitete, veröffentlichte insbesondere rechts- und wirtschaftswissenschaftliche Werke. Seine Tochter Charlotte Homburger-Mark (Hürlimann) (1929–2024) leitete daraufhin die Geschicke des Verlages und prägte ihn wesentlich. Die Profilierung als juristischer Fachverlag begann 1970, als sich Schulthess mit dem Polygraphischen Verlag zusammenschloss. Somit vollzog sich in der zweiten Hälfte des 19. Jahrhunderts die Konzentration auf wissenschaftliche, primär juristische Fachliteratur.
Seit 1909 erscheint mit dem Zürcher Kommentar ein wichtiges Referenzwerk zum Schweizer Privatrecht im Schulthess Verlag.